# エバーハルト・フォン・マッケンゼン
フリードリヒ・アウグスト・エーベルハルト・フォン・マッケンゼン（独: Friedrich August Eberhard von Mackensen、1889年9月24日 - 1969年5月19日）は、ドイツの陸軍軍人。第二次世界大戦で軍司令官を務めた。最終階級は陸軍上級大将。

## 経歴

### 初期の軍歴
1889年9月24日、プロイセン王国のブロンベルクに、軍人アウグスト・フォン・マッケンゼンの息子として生まれる。兄弟にはナチス・ドイツ時代に外務次官を務めたハンス・ゲオルクがいる。
1908年に軍に入り、見習士官としてダンツィヒの第17軍団に配属される。1910年、少尉に任官。第一次世界大戦では、騎兵将校として参加。1915年に中尉に昇進。同年8月に負傷したのち、中隊長に任命される。1917年に大尉に昇進し、バルカン半島戦線に転属となる。
戦後は第5騎兵連隊第1大隊長を経て、ベルリンの国防省兵務局輜重部長となる。1928年に少佐に昇進し、1930年から第1騎兵師団参謀を務める。1932年、中佐に昇進。1933年11月、騎兵監察部参謀長に就任。1934年9月、大佐に昇進し、1935年にハンブルクの第10軍団参謀長となる。1937年、第1騎兵旅団長。1938年1月に少将に昇進し、翌年5月にヴィルヘルム・リスト上級大将の下で第5軍集団参謀長を務める。
プロイセン学派の一員として多くのユンカー出身将校と同じく、熱狂的騎兵信奉者であった。そのため、騎兵総監のクノッヘンハウアーを支持、逆にハインツ・グデーリアンの装甲戦術理論を批判した。

### 第二次世界大戦

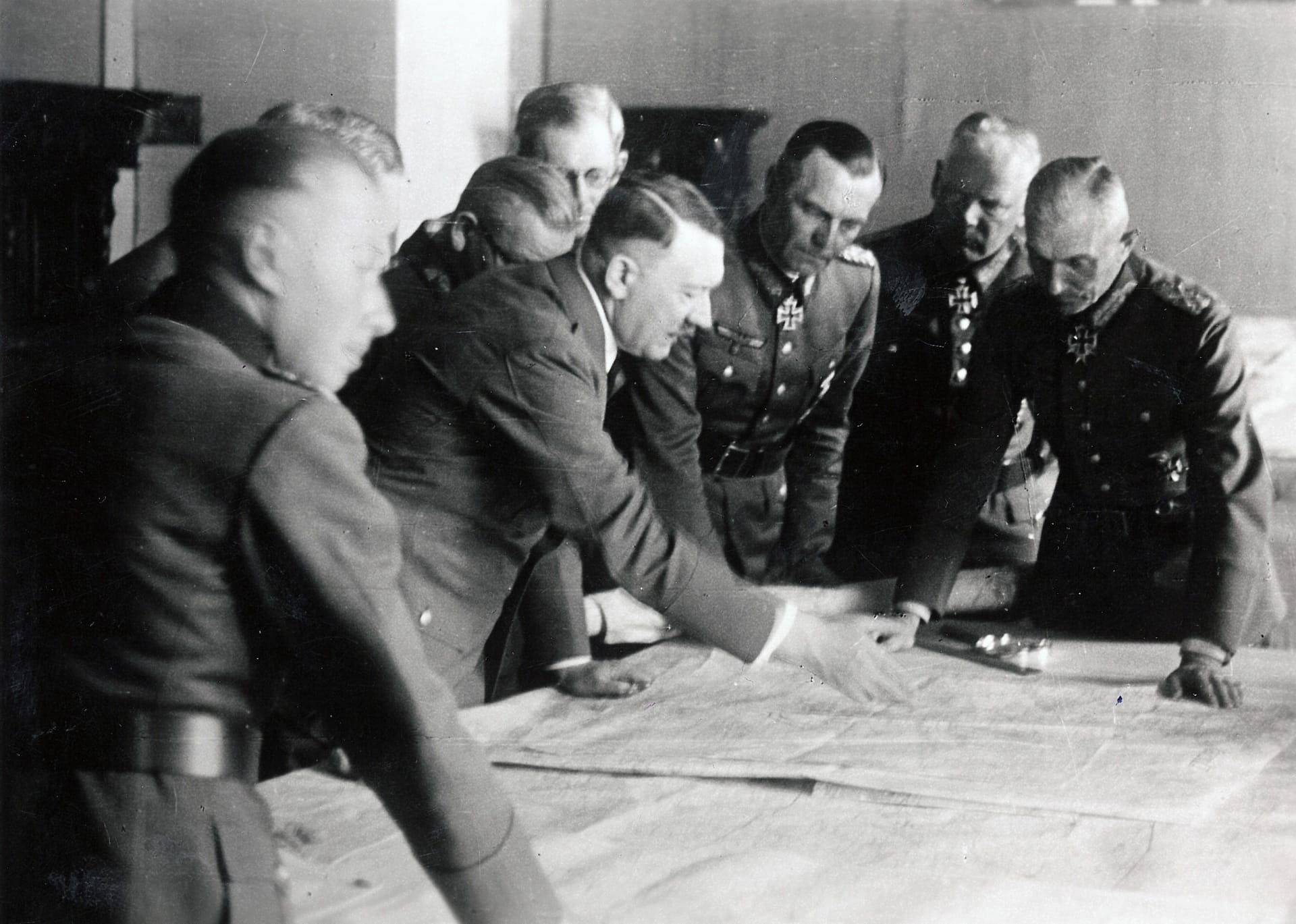
ヒトラーとの東部戦線作戦会議に出席するマッケンゼン（右から2人目）（1942年6月）

第二次世界大戦が勃発した9月に第14軍参謀長に任命され、ポーランド侵攻に参加。1940年1月1日、騎兵中将に昇進、フランス侵攻には第14軍参謀長として参加している。フランス降伏後の同年8月1日に騎兵大将に昇進。1941年1月15日。第3装甲軍団長に任命される。
同年6月22日から始まった独ソ戦では、南方軍集団の傘下に入り参戦する。エヴァルト・フォン・クライスト上級大将が指揮する第1装甲軍の主要部隊として、10月のドニエプル突破作戦に参加し、巧妙な作戦を展開することによりソ連軍の2個野戦軍を殲滅することに成功する。1942年のブラウ作戦では、ソ連軍6個野戦軍の包囲に成功し、この功績を評価され5月26日には95番目の柏葉騎士十字章を受賞する。
その後もコーカサス進撃の足掛かりとしてロストフ攻略戦を軽微な損傷で勝利をおさめた。12月21日、クライストがA軍集団司令官に昇進し、それに合わせて彼の後任となり第1装甲軍司令官となる。スターリングラード攻防戦では、A軍集団が危機的状況に陥るも、彼の巧妙な作戦で危機を突破する。1943年2月の第三次ハリコフ攻防戦で戦果を上げ、7月6日に上級大将に昇進。クルスク戦後に守勢へ回されるも、優秀な作戦立案能力により、部隊をミウス川の防衛ラインまで撤退させることができた。
11月7日に第14軍司令官に任命されイタリア戦線へ転任。1944年1月22日に展開されたアンツィオの戦いには2月頃に参加し、劣勢であるも、優れた戦術展開により、連合軍へ自軍の倍以上の損害を与える。後のモンテ・カッシーノの戦いでも連合軍へ大損害を与え、連合軍のイタリア半島での侵攻を遅らせた。
これらの功績があるも、連合軍の物量に押され始めたドイツ軍は、劣勢に立たされることとなる。押され気味である東部戦線を補うため、質の良い装備やそれを扱う優秀な士官、兵の揃うイタリア半島に展開する部隊を、東部戦線へ派遣するようヒトラーに進言する。しかし、ヒトラーはイタリアの放棄を認めず、衝突。結果、1944年6月15日に司令官を解任され、予備役へ編入されることとなり、そのまま退役を迎える。

### 戦後
戦後には連合軍に戦犯として囚われ、1947年5月6日にイタリアでの戦争犯罪の罪状（後述）で死刑判決を受けた。のち懲役21年に減刑され、1952年10月まで捕虜収容所に収監されていた。友人やかつての敵将、さらにはローマ教皇のピウス12世による特赦運動があったという。1969年5月1日、シュレースヴィヒ＝ホルシュタイン州ノイミュンスターの自宅で病死。

## 戦争犯罪との関わり
1944年3月24日、ドイツ兵32人が死亡した爆弾攻撃への報復として、親衛隊情報部（SD）はアルデアティーネ洞窟においてイタリア人一般市民335人を射殺した。この行為はヒトラーの直命に基づき、国防軍最高司令部作戦部長アルフレート・ヨードルを通じてイタリア方面軍司令官アルベルト・ケッセルリンクに命じられたものだった。
当時マッケンゼンは第14軍司令官で、ケッセルリンクの隷下にあり、ローマ占領司令官クルト・メルツァー中将の上官という立場だった。ケッセルリングはローマの親衛隊警察長官ヘルベルト・カプラーに処刑を命じている。しかし別の資料では、マッケンゼンがメルツァーに処刑命令を出し、メルツァーが親衛隊員エーリヒ・プリーブケの処刑部隊に一般市民に対する処刑を実行させたことになっている。

## 受勲

柏葉付騎士鉄十字章

- アルベルト勲章二等騎士十字章（英語版）(ザクセン王国)
- 1914年版鉄十字章
  - 二級鉄十字章
  - 一級鉄十字章
- 1918年戦傷章
- 名誉十字章
- 1938年3月13日記念メダル
- 国防軍勤続章 (一等〜四等)
- 鉄十字章略章
  - 二級鉄十字章略章 - 1939年9月17日受章[2]
  - 一級鉄十字章略章 - 1939年10月2日受章[2]
- 三等ミハイ勇敢公勲章（英語版）(ルーマニア王国) - 1943年1月15日受章
- 柏葉付騎士鉄十字章
  - 騎士鉄十字章 - 騎兵大将、第3軍団司令官として1941年7月27日受章[3]
  - 柏葉付 - 騎兵大将、第3軍団司令官として1942年5月26日受章。95人目の受章者[3]